# 윤상희 (1899년)
윤상희(尹相曦, 일본식 이름: 平井相曦히라이 소키, 1899년 3월 ~ ?)는 일제강점기와 미 군정 초기 한국의 관료이다.

## 생애
평안남도 대동군 추을미면(秋乙美面)에서 출생하였으며 지난날 한때 평안남도 평양에서 잠시 유아기를 보낸 적이 있는 그는 훗날에 경상북도 문경군 문경읍 읍내로 주소지를 옮겼다. 그리고 훗날 평양에서 농업학교를 졸업하고 일본에 유학하여, 1922년 홋카이도 제국대학교 농학부 농학과에서 학사 학위 취득을 하였다.
그 후에 귀국하여 조선총독부 식산국 농무과에 들어가 관계에 입문했다. 총독부 식산국과 농림국에서 근무하던 중, 1934년에 경상북도 문경군 군수로 발탁되었다. 잡지 《삼천리》에 따르면, 윤상희는 문경군수 시절부터 농촌진흥 운동에 공을 세웠고 조선인 관리 중에서도 특출한 인물로 평가받았다.
이후 승진을 거듭하여 경상북도 산업부 농촌진흥과 이사관을 거쳐 총독부 외사부 척무과 사무관과 1944년 전라북도 참여관을 지냈다. 외사부 척무과는 만주 개척과 이민을 담당하던 기관이다.
문경군수로 재직 중이던 1935년에 총독부가 편찬한 《조선공로자명감》에 353명의 공로자 중 한 명으로 기재되어 있다. 1938년 6월 24일 경상북도청 도이사관, 1939년 8월 4일 조선총독부 외사국 척무과 사무관을 거쳐 1942년 1월 31일 전라북도청 참여관 겸 도사무관, 고등관4등 사무관 종6위(道參興官兼道事務官,敍高等官四等 事務官從六位)로 발령되었다. 전북 참여관 재직 중이던 1943년을 기준으로 정6위에 서위되어 있었다. 1945년 전라북도 참여관 재직 중 8.15 광복을 맞이하였다. 그는 전라북도 부지사가 되었고, 일본인 관료들이 근무 이탈을 하거나 도주한 상태에서 전라북도청의 행정을 맡아보았다. 9월 2일 미군정이 주둔하고 일본인 관료들을 파면할 때에도 당분간 유임되었다. 이후의 행적은 미상이다.
2002년 발표된 친일파 708인 명단 중 도 참여관과 조선총독부 사무관 부문에 수록되었고, 2008년 민족문제연구소가 정리한 친일인명사전 수록예정자 명단 중 관료 부문에 포함되었다. 2009년 친일반민족행위진상규명위원회가 발표한 친일반민족행위 705인 명단에도 포함되었다.

## 참고자료
- 윤상희(尹相曦) - 국사편찬위원회